# طراحی بوم‌شناختی

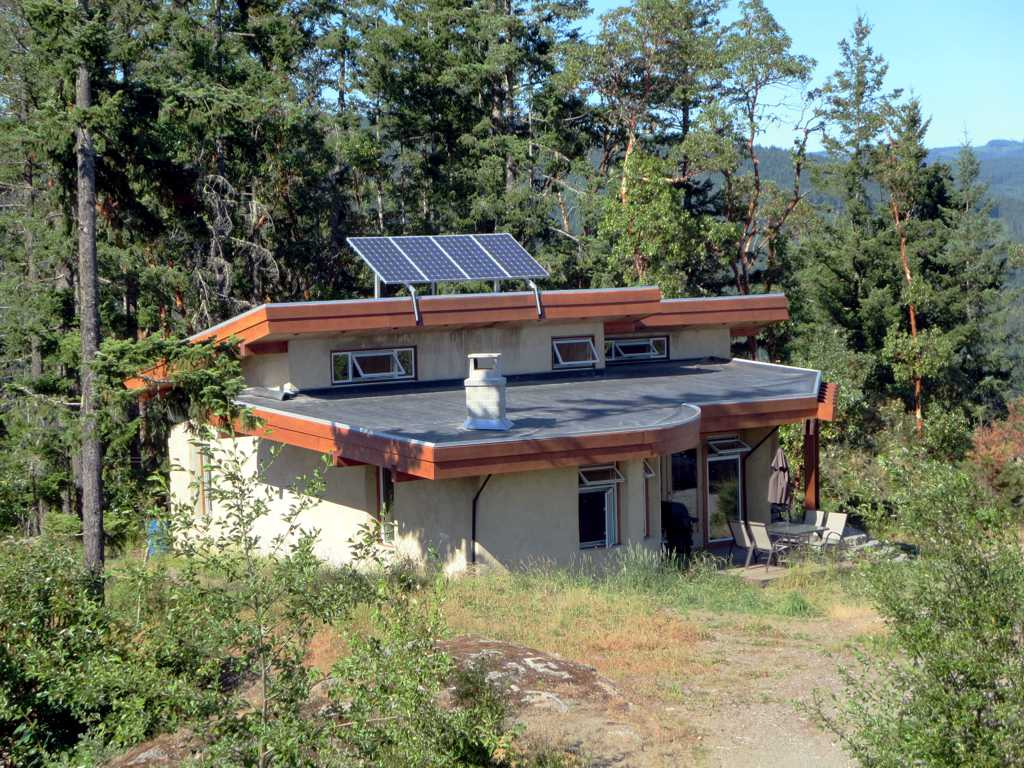
طراحی که اثرات زیست‌محیطی مخرب را با اقدام خود با فرایندهای زندگی به حداقل می‌رساند

طراحی بوم‌شناختی یا طراحی اکولوژیکی (انگلیسی: Ecological design) توسط Sim Van der Ryn و Stuart Cowan بدین صورت تعریف می‌شود که: هر نوع طراحی که اثرات زیست‌محیطی مخرب را با اقدام خود با فرایندهای زندگی به حداقل می‌رساند. طراحی محیط زیست مسئول یک رشته طراحی یکپارچه محیط زیست است.

## تفاوت با طراحی سبز
تعریف طراحی بوم‌شناختی زمانی به کار می‌آید که با دید مثبت به آن نگاه کنیم و تلاش ما رسیدن به طراحی سبز باشد و نه فقط کنارآمدن با محدودیت‌های آن قبل از این کار لازم است که بدانیم آیا معماران و طراحان برای پاسخ دادن به این پرسش آمادگی دارند؟ جواب آن‌ها به احتمال زیاد منفی است. تقریباً به جز طراحان منظر، تمامی طراحان به گونه‌ای آموزش دیده‌اند که هیچ پیش زمینه جدی‌ای در رابطه با اکولوژی و زیست‌شناسی محیطی ندارند، بنابراین منطقی است که برای ساخت محیط مصنوع تفکرات ما جهت‌یابی اساسی و سریعی به سمت طراحی اکولوژیک پیدا کند.
یکی از جنبه‌های اساسی سیستم‌های طبیعی آن است که اکوسیستم‌ها و تمامی بیوسفر نسبتاً پایدار و برگشت پذیرند، توانایی سیستم‌های طبیعی در مقابله با تخریب‌ها و بازگرداندن آن‌ها از شک‌های منظمی که به آن‌ها وارد می‌شود. اصلی مهم در نگهداری و مدیریت سیستم‌های زنده است. حفظ یکپارچگی و دست نخوردگی شبکه موجودات، عملکرد و فعالیت‌های آن‌ها درون اکوسیستم و شبکه ایی که سیستم‌های مختلف را به یکدیگر ارتباط می‌دهند، برای تضمین پایداری و حیات آن‌ها لازم است. ساده شدن اکوسیستم‌ها و از هم گسیختن شبکه‌های ارتباطی بین آنها، شکنندگی و آسیب‌پذیری شدید و غیرقابل جبرانی را برای آن‌ها به وجود می‌آورد. در تغییرات آب و هوا، شکستن لایه ازن، کاهش تنوع زیستی، افول شیلات، بروزمکرر طغیان قرمز در دریاها، افزایش سیل‌های ویرانگر و خشک‌سالی، شواهد فراوانی بر ناپایداری روزافزون بیوسفر دیده می‌شود.
- طراحی اکولوژیک؛ اهمیت تنوع زیستی گونه‌ها را در نظر دارد.[۳]

با پیشرفت شهرها، از تعداد گونه‌ها، اندازه و یکپارچگی اکوسیستم‌ها کاسته شده‌است و در نتیجه توانایی طبیعت در ایجاد و خلق زندگی جدید کم شده‌است. تنها در طی چند شده سرمایه‌ای را که طبیعت در طی میلیون‌ها سال ذخیره کرده و انباشته بود، به مصرف رساندیم، علاوه بر آنکه قدرت طبیعت در ایجاد سرمایه‌های جدید، سلب نموده‌ایم، ساختمان‌سازی، برای مثال (پاک سازی اراضی، کارهای ساختمانی و …) معمولاً منجر به ساده‌سازی اکوسیستم می‌شود که در نتیجه از حالتی متنوع به حالتی ساده‌تر تبدیل می‌شود. نتیجه چنین ساده‌سازی از دست رفتن حالت ترمیم پذیری طبیعت است که می‌تواند مشکلات کوتاه مدت یا تغییرات دراز مدت، نظیر تغییر آب و هوا را جبران نماید و اغلب چنین حالتی باعث کاهش انعطاف روابط بین محیط مصنوع و اکوسیستم می‌شود، درعین اینکه محدودیت‌های اکوسیستم برای سیستم‌های مصنوع بشر می‌افزاید، در نهایت وابستگی بشر و سیستم‌های ساخت او با عملکرد اکوسیستم‌ها نه تنها کمتر نمی‌شود که روز به روز هم افزایش می‌یابد. توانایی تحلیل رفته اکولوژیکی به معنی آن است که فعالیت‌های بشر هم، هر روز محدودتر می‌شود و اختیارات آن کاسته می‌شود، بنابراین باید محیط طبیعی را با احتیاط بیشتری مورد استفاده قرار داد، بخصوص به حفظ تنوع زیستی آن توجه بیشتری باید نمود.
- طراحی اکولوژیک همواره معتقد است که طبیعت آخرین الگو برای همه طراحی ها است.

یک طراح باید نگرش محدود خود را از طبیعت گسترش دهد تا بتواند در پروژه‌های خود مفاهیم وسیع تری از اکولوژی محیط را بگنجاند. محیط مصنوع باید در متن اکوسیستم اطرافش قرارداشته باشد و این نظریه به شدت مورد دفاع اکولوژیست‌هاست. به همین ترتیب این اکوسیستم در اکوسیستم‌های بزرگ‌تر سطح زمین قرار می‌گیرد و در این مطلب هم هر گاه به محیط اشاره می‌شود منظور همین جامعیت است.
در پروژه‌های طراحی اکولوژیک، همواره باید اکوسیستم‌های منطقه‌ای به عنوان واحدهایی از اکوسیستم جهانی در نظر گرفته شوند که همگی از اجزای زنده و غیر زنده تشکیل یافته‌اند که با هم یک اکوسیستم را می‌سازند.
- طراحی اکولوژیک؛ مدیریت تأثیرات محیط مصنوع بر اکوسیستم‌ها را بر عهده دارد.

یک طراح باید بداند که تمامی سیستم‌های طراحی شده نظیر سیستم‌های باز، خروجی دارند. این خروجی‌ها نظیر مواد زاید که خود به اشکال جامد، مایع و گاز هستند به اکوسیستم‌های اطراف وارد می‌شوند. در بعضی موارد خروجی‌ها به محیط مصنوع بر می‌گردند و دوباره بازیافت شده مورد استفاده قرار می‌گیرند. با این حال باز موادی هستند که به ناچار باید به اکوسیستم منتقل گشته تا دوباره توسط محیط جذب شوند. همان‌طور که قبلاً به آن اشاره شد، یک سیستم مصنوع به محیط اطرافش که جذب‌کننده مواد زاید است، وابسته است؛ بنابراین یک طراح نمی‌تواند تصور کند که مواد زاید به آسانی و به یکباره از ساختمان خارج می‌شوند. این‌طور نیست که این مواد با عبور از مرز محیط مصنوع یک جوری ناپدید می‌شوند. دیگر زمان آن رسیده که طراحان در این مورد طرز تفکر خود را تغییر دهند، خروجی‌های ساختمان‌های شهری نظیر آسمان خراش‌ها و دیگر سیستم‌های مصنوع در جهان اطراف باید جذب شوند، این ممکن است نیاز به کارهای اولیه بر روی مواد زاید داشته باشد تا روند جذبشان به سهولت انجام گیرد.

## اکولوژی شهری
بین سالهای ۱۸۹۰ تا ۱۹۲۵ پاتریک گدس بیش از همه در مورد مفاهیم اکولوژی شهری به تحقیق و نظریه‌پردازی پرداخته‌است. در این دوره نظریات مربوط به هماهنگی و وابستگی بین «شهر و ناحیه» در شهر و استفاده از زمینهای شهری مورد توجه قرار گرفت. عقاید پاتریک گدس در زمینه «لزوم هماهنگی زندگی اجتماعی در شهرها» به شدت نظر تئوریسین‌های شهری را به خود جلب کرد و جنبه‌های مختلف اکولوژی شهری بیش از پیش اعتبار یافت. دنباله مطالعات پاتریک گدس به وسیله محققین معروف این رشته نظیر:
مارک جفرسن، پاتریک ابرکرومبی و لوئیز مامفور ادامه می‌یابد و مسیرهای تازه ای در مطالعات شهری و اکولوژی شهری نشان داده می‌شود.
اکولوژی شهری پیش شرطی است که شهرها بتوانند محیطی متناسب برای زندگی شهروندان خود عرضه نمایند و پیشرفتهای تکنولوژی فقط همراه با اکولوژی می‌تواند در خدمت شهر قرار گیرد؛ و این هم امروزه در شهرهای بزرگ و ثروتمند دنیا که قادر به تأمین هزینه‌های آن هستند پس از آزمایش‌های متعدد به مرحله عمل درآمده‌است.

### شهر اکولوژیک
«شهر اکولوژیکی» شهری است پایدار که می‌تواند به ساکنین یک زندگی معنی دار بدهد. بدون اینکه پایگاه اکولوژیکی که بر روی آن اتکا دارد را تخریب کند. این دید باید در بازسازی بافتهای موجود شهری، توسعه‌های جدید در اطراف شهرها وشهرهای جدید به کار گرفته شود.

## اکو شهر (Eco-City)
مفهوم اکوسیتی اولین بار توسط سازمان ملل در سال ۱۹۷۱ مطرح شد. ریچارد رجیستر (Richard Register) یکی از اولین نویسندگانی بود که به تعریف واژه اکو-سیتی (Eco-City)در کتاب «اکوسیتی برکلی: ساخت شهرهایی برای آینده‌ای سالم» (Eco-city Berkeley:Building cities for a healthy future) در سال ۱۹۸۷ کمک کرد؛ بنابراین، تعریف دقیق اکوسیتی چه می‌تواند باشد؟ رجیستر اکوسیتی را چنین تعریف می‌کند: «اکوسیتی شهری است که با توجه به تأثیرات محیطی آن طراحی شده باشد، مردمی در آن ساکن باشند که دغدغه به حداقل رساندن انرژی مورد نیاز برای غذا، آب و ضایعات خروجی گرما، آلودگی هوا- دی اکسیدکربن، متان و آلودگی آب را داشته باشند." و در ادامه بیان می‌دارد که «شهر پایدار خودش را از طریق حداقل نیاز به محیط طبیعی اطرافش تغذیه می‌کند و از منابع انرژی تجدید پذیر بهره می‌برد.»
از این تعریف مبرهن است که هدف کاهش ردپای اکولوژیکی ،(Ecological Footprint)، تولید حداقل مقدار آلودگی، استفاده از زمین، تخصیص کاربری‌های کارآمد، استفاده مجدد یا تولید کود از مواد استفاده شده و بهره‌گیری از تکنولوژی ضایعات تاانرژی (Waste-to-Energy) می‌باشد؛ به این ترتیب تأثیر شهر یا ناحیه در تغییرات آب و هوایی به حداقل می‌رسد.
کولین فورنیه (Colin Fournier) همچنین تعریفی را برای اکوسیتی فشرده ارائه می‌دهد که رویکرد مشابهی را دنبال می‌کند: "یک اکوسیتی فشرده، شهری است که در تعادل و هماهنگی با محیط طبیعی ساخته شده‌است. این شهر دارای مرزهای مشخصی از تراکم بین شبکه فضاهای باز عمومی بوده و توسط بلوکهای شهری با ترکیبهای مختلط تعریف شده‌است. تراکم بهینه‌سازی اکوسیتی فشرده امکان حضور مغازه‌های تجاری خرده فروشی را به شکل گسترده داده و به ایجاد یک سیستم حمل و نقل کارآمد عمومی کمک
می‌کند. به این ترتیب به ساکنانش این امکان را می‌دهد که با استفاده از حرکت در محدودهای پیاده‌رو، استفاده از سیستم حمل و نقل عمومی را تشویق کرده و استفاده گسترده از اتومبیل را کاهش می‌دهد.

## اصول طراحی شهری با رویکرد توسعه اکولوژیک
آینده شهرهای ما تنها به یافتن راه حلهای تکنولوژیکی در مورد کارآمدی انرژی و جابجایی محدود نمی‌شود. فقر و نابرابری اجتماعی باید در هر چشمانداز پایدار معطوف به آیندهای لحاظ گردند. برای مثال، اینکه چگونه موقعیتهای کاری افراد، وسایل آموزشی کافی، بهداشت، خانه‌های ارزان قیمت و برابری در دسترسی به موقعیت‌های شغلی و حمل و نقل تضمین شود.
طراحی واحدهای همسایگی و منطقه‌های شهری همواره تجربه بسیار پیچیدهای بوده و برنامهریزی اجتماعات پایدار منوط به تقویت شرایط اجتماعی شهروندانش می‌باشد. یک اجتماع محلی حدود ۵۰۰۰ نفر جمعیت دارد و دارای ایستگاه حمل و نقل عمومی (اتوبوس) باشند. طراحی شهری همواره دارای بعد اجتماعی (وبنابراین سیاسی) می‌باشد. به عنوان یک جامعه جهانی در قرن بیست و یک، انسانهااز شرایط یکدیگر در کشورهای دیگر آگاه و متأثر می‌باشند. هرچند که در بسیاری از شهرها در کشورهای توسعه یافته مردم در حال بازگشت به مراکز شهری می‌باشند، با این وجود شهرهای بسیاری در سرتاسر دنیا از کاهش سرزندگی در مراکزشان مواجه هستند که باعث خالی شدن ساختمانهای مسکونی، از رونق افتادن مغازه‌ها و افزایش بیکاری شده‌است. با در نظر گرفتن شرایط شهرهای مختلف و متوجه می‌شویم که نشانه‌ها و علائم در این شهرها مشابه یکدیگر است؛ و چاره این موضوع نیز تعریف مجدد هویتی (Identity)کالبدی مراکز این شهرها و انتساب نقش جدید برای هسته‌های شهری می‌باشد. پیش از این «ویژگیهای شهر و جامعه فرا- صنعتی» تعریف شد: مکانهایی که افول شهری و کمبود سرمایه‌گذاری و متعاقباً نرخ بالای بیکاری و ساختمانهای فرسوده در کنار رشد سریع شهری در نواحی حاشیه‌ای و پررونق یافت می‌شود. هر دو شرایط افول و رشد در کنار هم در یک شهر قابل مشاهده هستند. علت این مسئله اغلب نبود یک برنامه راهبردی در مواجهه با تغییرات جمعیتی و ساختارهای اقتصادی است.

### مناطق شهری و طراحی اکولوژیکی
مناطق شهری که اصول طراحی اکولوژیکی در آن‌ها اعمال شده‌اند محیطهایی می‌باشند که:
- محیطهای ساکت و پاکیزهای می‌باشند که دارای خرد اقلیم مطلوب نیز هستند.
- میزان انتشار دی‌اکسید کربن را کاهش داده‌اند یا فاقد آن می‌باشند. تولیدکننده‌های خودکفای انرژیهای تجدید پذیر هستند.
- مفهوم زباله و ضایعات را تغییر داده‌اند بدین معنی که دارای یک اکوسیستم با چرخه بستهای از بازیافت، بازتولید و تولید کود می‌باشند.
- دارای آب با کیفیت بالا و مدیریت آب شهری دقیقی می‌باشند.
- منظر سبز، باغچه‌ها و باغ بامها را یکپارچه ساختهاند تا بتواند تنوع زیستی را افزایش داده و تأثیر جزایر گرمایی شهری را از بین ببرد.
- با استفاده از اصول اکولوژی شهری تنها از سهم خودشان از منابع زمین استفاده کنند.
- از تکنولوژیهای جدید مانند سیستم تولید ترکیبی و خنککننده‌های خورشیدی استفاده کنند.
- امکان جابجایی و دسترسی آسان را از طریق سیستم‌های حمل و نقل عمومی با تأثیرات زیست‌محیطی کم فراهم کنند.
- از مصالح محلی و سیستم‌های ساختمانی پیش ساخته و مدولار استفاده کنند.
- حس «مکانی سرزنده» و «هویت فرهنگی» با اصالت ایجاد نمایند. بدین ترتیب تراکم مناطق شهری موجود باید افزایش یافته و از پروژه‌های میان افزای دارای اختلاط کاربری استفاده گردد.
- اجتماعات فشرده معمولاً در کنار هسته‌های حمل و نقل شکل می‌گیرند. «tod سبز» که شامل ساختمانهای ارزان قیمت و کاربری‌های مختلط می‌باشند.
- از راهبردهای طراحی منفعلانه(Passive design strategies) و ایده‌های معماری خورشیدی برای تمامی ساختمانها استفاده گردد تا بتوان میزان جذب گرما در تابستان را کاهش داد.
- به گونه‌ای ساختمانها جهت‌گیری کنند که بتوانند در تابستان خنک و در زمستان نور خورشید را جذب کنند.
- با استفاده از باغچه‌های محلی و کشاورزی شهری بخشی از مواد غذاییشان را تأمین کنند و از این طریق ایمنی غذا را افزایش داده و «فاصلهٔ تولیدکننده تا مصرف‌کننده»(Food Miles)کاهش دهند.
- از یک رویکرد میان رشته‌ای جهت بسط مدیریت شهری پایدار بهره ببرند.